# Port Louis–Mahébourg-vasútvonal
A Port Louis–Mahébourg-vasútvonal egy 60,2 km hosszú, normál nyomtávolságú megszűnt vasútvonal Port Louisés Mahébourg között Mauritiusban . A vonal normál nyomtávolságú, nem villamosított. 1964-ben zárt be a gazdaságtalan működés miatt.